# Cantó de Merville
El cantó de Merville (neerlandès Kanton Meregem) és una divisió administrativa francesa situat al departament del Nord a la regió dels Alts de França. Forma part del Westhoek (Flandes francès)

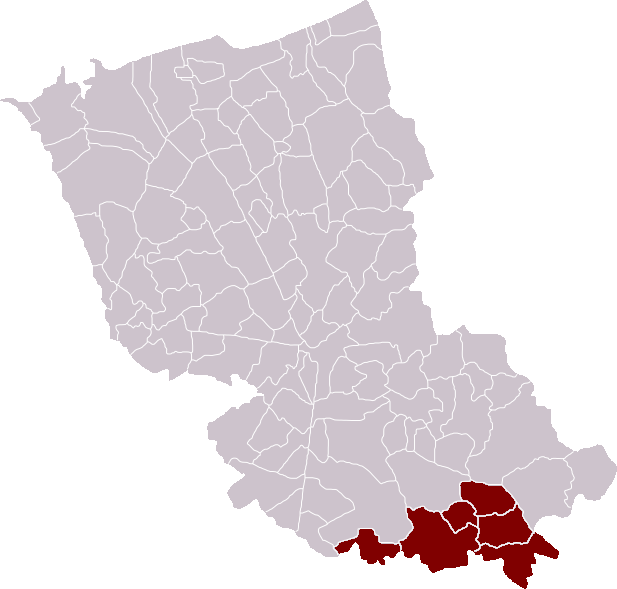
Situació del cantó

## Composició
El cantó aplega 6 comunes: 
- Estaires (neerlandès: Stegers)
- Haverskerque (Haverskerke)
- La Gorgue (De Gorge)
- Le Doulieu (Zoeterstee)
- Merville (Meregem)
- Neuf-Berquin (Nieuw-Berkijn)

## Demografia
| 1962 | 1968 | 1975 | 1982 | 1990 | 1999   | 2006   |
| ---- | ---- | ---- | ---- | ---- | ------ | ------ |
|      |      |      |      |      | 23.626 | 24.449 |

## Història
| Data d'elecció                           | Identitat        | Partit | Qualitat |
| ---------------------------------------- | ---------------- | ------ | -------- |
| 2001-2008                                | Josette Fruchart | UMP    |          |
| 2008-                                    | Jacques Parent   | PS     |          |
| les dades anteriors no són pas conegudes |                  |        |          |
|                                          |                  |        |          |